# Plânula

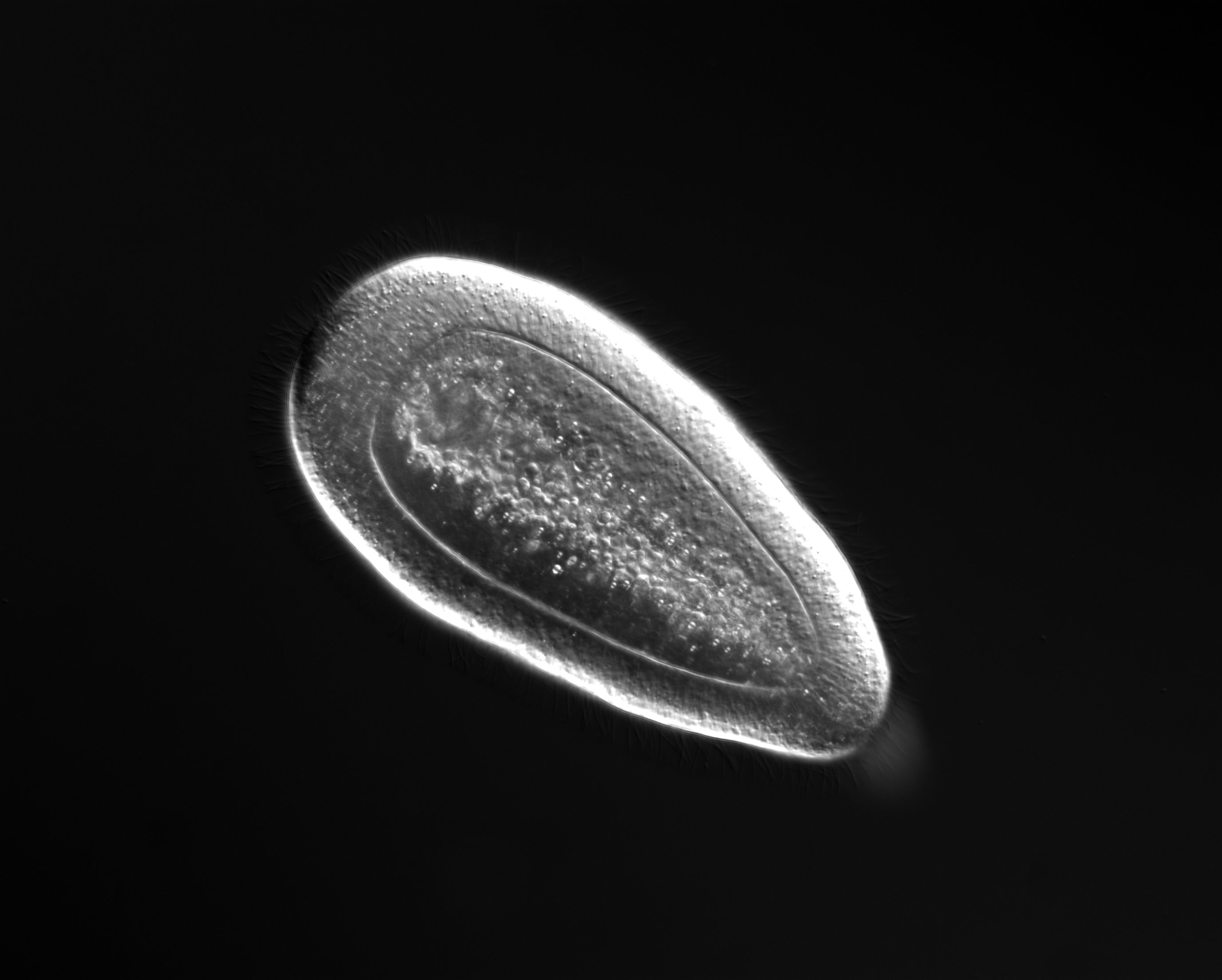
Plânula de Clytia hemisphaerica

Plânula é uma larva livre-natante das medusas ou águas-vivas (reino Animalia, filo Cnidaria). As plânulas têm forma oval, achatadas, apresentam simetria bilateral e são completamente ciliadas.
Nem todas as classes e espécies de cnidários produzem este tipo de larva; algumas produzem esta larva diretamente do zigoto, outras produzem-na através de gemulação de um pólipo. Outro tipo de larva livre-natante dos cnidários é a éfira.
De acordo com a forma definitiva da espécie, estas larvas podem metamorfosear-se diretamente em medusas, ou num pólipo.